# Фаміклон
Фаміклон (від англ. family computer (famicom) і clone) — загальна назва апаратних клонів восьмибітної консолі NES/Famicom. Через простоту внутрішньої архітектури NES була і є найклонованішою ігровою приставкою серед усіх. Восьмибітні фаміклони можна і досі знайти на прилавках магазинів, особливо ця продукція поширена в Росії та країнах СНД.
Найвідомішим дистриб'ютором фаміклонів на пострадянському просторі є компанія Steepler  та їхня серія консолей Dendy. Завдяки всебічній пропаганді на радіо, телебаченні і у пресі, більшість людей не здогадувалось про існування ліцензійних приставок NES/Famicom, і були впевнені, що Dendy продає свій власний товар. Тому в свідомості суспільства слово Dendy часто асоціюється просто з будь-якою восьмибітною приставкою.

## Типи Фаміклонів

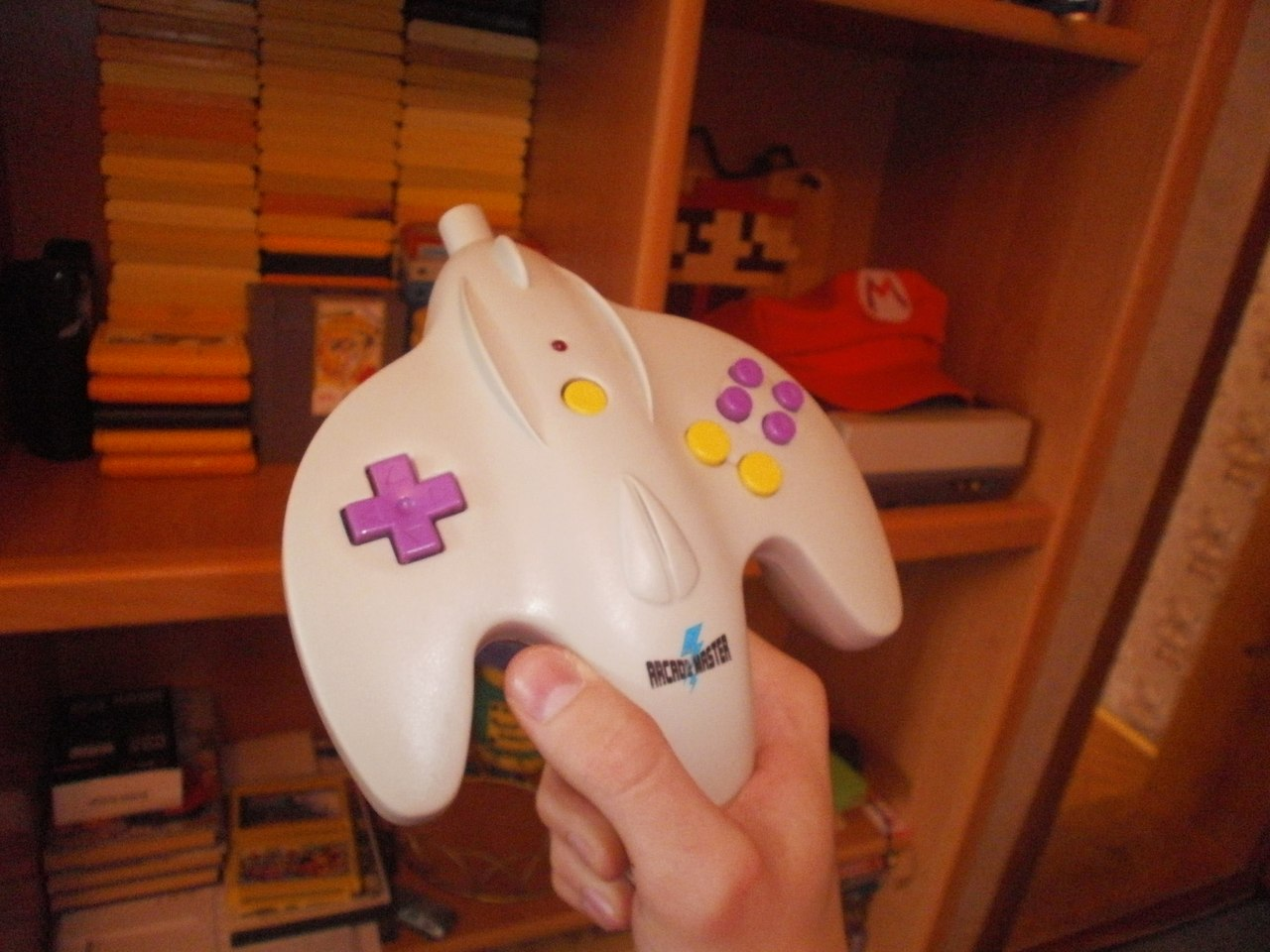
Фаміклон Arcade-master, котрий максимально компактизований — вся архітектура консолі і аксесуарів зосереджена в корпусі геймпаду

Фаміклони в основному відрізняються формою корпусу та наявністю аксесуарів. Більшість всіх фаміклонів на ринку — монолітні консолі, але є і інші варіанти восьмибітних підробок.

### Консоль

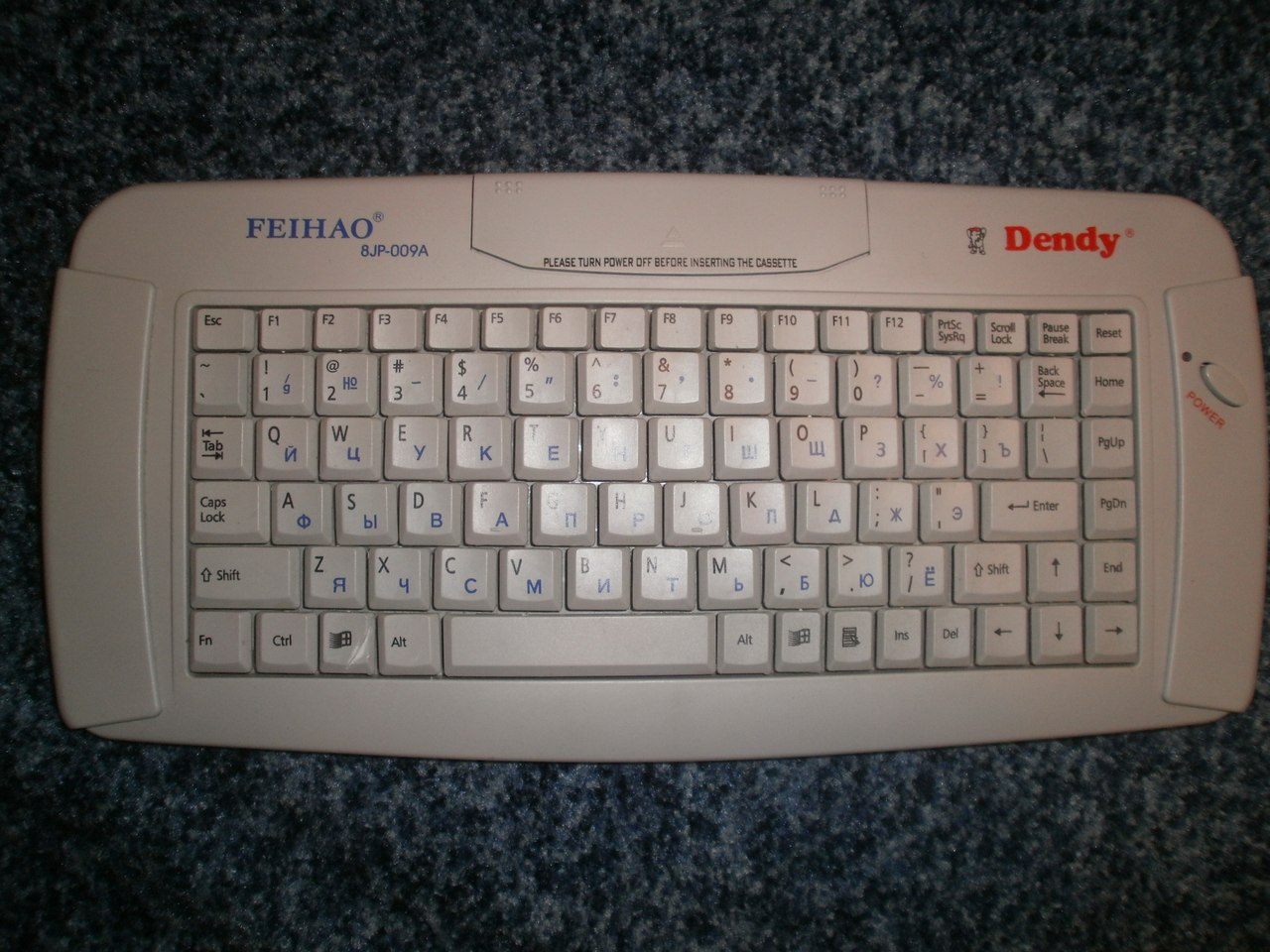
Навчальна восьмибітна клавіатура. Як видно на фото, підробки до цих пір користуються знайомим всім і відомим брендом Dendy

Ці клони ззовні нагадують оригінальний Famicom — подібний або аналогічний корпус, вертикальне розташування гнізда для картриджів. В кінці 90-тих і початку 2000-них фаміклони почали виробляти в корпусах інших відомих приставок — Xbox, Playstation, Sega. На даний момент фаміклони в корпусі Sega Mega Drive — найпоширеніші клони на українському ринку. До таких консолей продають стандартні 60-контактові картриджі за зразком картриджів Famicom.
На території Донецької області компанією «Атлантида» продавався конкурент Dendy — ігрова приставка Jippy, яка була клоном китайської версії Ending Man. Приставка також використовувала маскота за аналогією з «Денді» — бегемотика Джиппі, одягненого аналогічно. Були гнізда для навушників і тумблери для включення «турбопаузи». За різними оцінками було продано 15 тисяч екземплярів, з них 5 тисяч у Росії в Москві. На місцевому Донецькому телебаченні виходила телепередача Jippy Club. Проєкт закрився 1994 року.

### Джойстик
Цей тип найменш поширений. Фаміклони-джойстики всю архітектуру мають в єдиному геймпаді. Часто в консолі також вбудовують ігри, щоб компенсувати відсутність ігрового гнізда. Більшість клонів-джойстиків для зручності можуть живитися від батареї, тому єдине, що потрібно для гри — це підключити аудіо- та відеовихід до телевізору.

### Навчальний комп'ютер
Здебільшого такі фаміклони повторюють дизайн оригінального Famicom BASIC kit. Щоб візуально найбільш нагадувати комп'ютер, такі консолі мають аналогічну клавіатуру, в якій також влаштоване гніздо для картриджів. Такі консолі використовують як стандартні ігрові картриджі, — так і «навчальні». Навчальні картриджі зазвичай йшли в наборі з самим фаміклоном. На ньому могли бути як стандартні ігри, так і візуально схожі на Windows робочий стіл з програмами Exel та Word. На даних клавіатурах можна програмувати, використовуючи піратську мову G-Basic. Найпоширеніший варіант фаміклонів в кінці 90-тих — початку 2000-них.